# Veit Dietrich

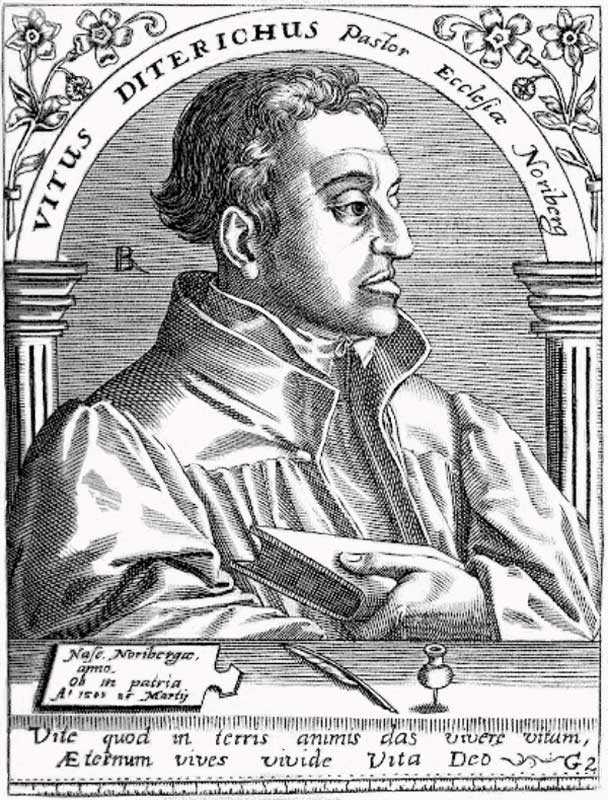
Veit Dietrich på ett kopparstick från 1500-talet.

Veit Dietrich, född 8 december 1506, död 25 mars 1549, var en tysk teolog.
Dietrich var universitetslärare i Wittenberg och predikant i Nürnberg. Han var nära vän till Philipp Melanchthon och en tid sekreterare åt Martin Luther. En av Dietrich skriven agenda användes länge i Nürnberg. Dietrich utgav även Luthers föreläsningar och predikningar, dock i en upplaga med många felaktigheter.